# Pál Nagy
Pál B. Nagy (* 2. Mai 1935 in Szolnok) ist ein ehemaliger ungarischer Degenfechter.

## Erfolge
Pál Nagy wurde 1969 in Havanna mit der Mannschaft Vizeweltmeister, zudem sicherte er sich mit ihr 1967 in Montreal Bronze. Bei den Olympischen Spielen 1968 in Mexiko-Stadt zog er mit der ungarischen Equipe ins Gefecht um die Goldmedaille ein und wurde dank eines 7:4-Erfolgs über die Sowjetunion mit Csaba Fenyvesi, Győző Kulcsár, Zoltán Nemere und Pál Schmitt somit Olympiasieger. 1965 und 1970 wurde Nagy im Einzel ungarischer Meister.